# Жасмін Бекет-Гріффіт
Жасмін Бекет-Ґріффіт (англ. Jasmine Becket-Griffith; нар. 4 червня 1979) — незалежна художниця, яка спеціалізується на казках, фентезі та готичному мистецтві. Її улюбленим засобом є акрил на полотні чи дереві, а її дизайни з'являються на багатьох лініях ліцензованих товарів, зокрема через мережу магазинів Hot Topic і предмети колекціонування через «Bradford Group», включаючи проэкти спільного бренду «Disney». Вона також є одним із головних учасниць фентезі-конференцій, а саме «Dragon*Con», «MegaCon» (Орландо) і «FaerieCon».

## Робота
Як незалежна підрядчиця Жасмін почала займатися фрілансерською ко-брендовою творчістю з Walt Disney Company З 2006 року.
Фізична галерея Жасмін для її мистецьких робіт знаходиться в Поп-галереї Орландо в Дісней-Спрінгз на Всесвітньому курорті Уолта Діснея. Її ліцензовані ілюстрації персонажів Disney можна знайти в галереї «WonderGround Disneyland» в Анахаймі, штат Каліфорнія, а також у Disney World's Disney Marketplace Co-Op.

## Особисте життя
Жасмін живе в Селебрейшн, штат Флорида, зі своїм чоловіком/помічником, автором Метью Девідом Бекетом, а також утримує невелику студію в Лондоні, Англія.

## Книги
Її роботи були опубліковані в творах:
- Фея: мистецтво Жасмін Бекет-Ґріффіт
- Жасмін Бекет-Ґріффіт: Портфоліо, том I
- Мистецтво феєрії Девіда Річа
- Феєричний світ Девіда Річа
- Спектр 11: найкраще в сучасному фантастичному мистецтві
- Спектр 13: найкраще в сучасному фантастичному мистецтві
- Спектр 15: найкраще в сучасному фантастичному мистецтві
- Спектр 17: найкраще в сучасному фантастичному мистецтві
- Spectrum 18: найкраще в сучасному фантастичному мистецтві
- Спектр 19: найкраще в сучасному фантастичному мистецтві
- Спектр 20: найкраще в сучасному фантастичному мистецтві
- 500 казкових мотивів Девіда Річа
- Сучасне готичне мистецтво Жасмін Бекет-Ґріффіт і Бром
- Сучасне мистецтво про вампірів Жасмін Бекет-Ґріффіт і Метью Девід Бекет
- Задушення Жасмін Бекет-Гріффіт, Ембер Логан та Качіна Мікелетто
- Низькороті коти, Ракель Веласко
- ТТаро Прекрасних Істот Джея Р. Рівери та Жасмін Бекет-Ґріффіт